# Ley de Faraday

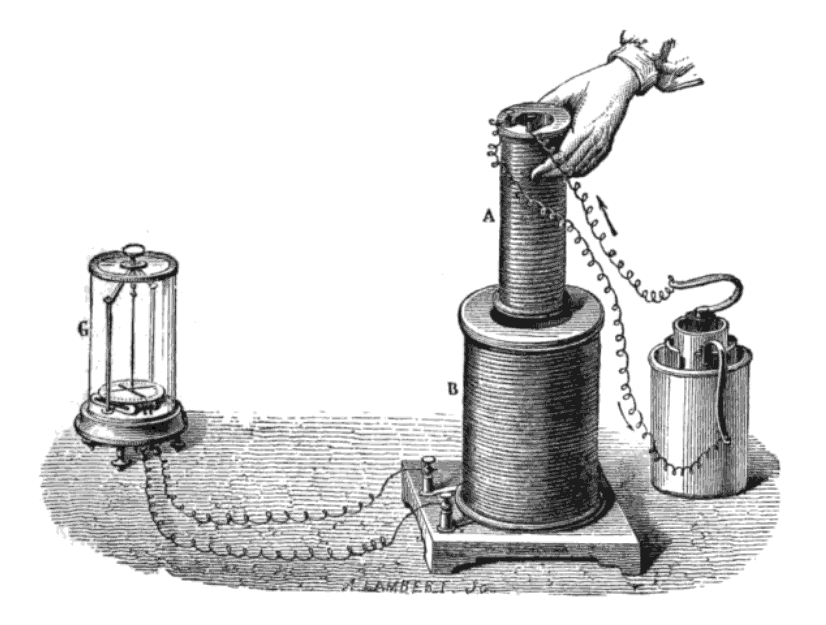
Experimento de Faraday que muestra la inducción entre dos bobinas: La batería (derecha) aporta la corriente eléctrica que fluye a través de una pequeña bobina (A), creando un campo magnético. Cuando las espiras son estacionarias, no aparece ninguna corriente inducida. Pero cuando la pequeña bobina se mueve dentro o fuera de la bobina grande (B), el flujo magnético a través de la bobina mayor cambia, induciéndose una corriente que es detectada por el galvanómetro (G).

La ley de inducción electromagnética de Faraday (o simplemente ley de Faraday, también conocida como ley de Faraday-Lenz) establece que la tensión inducida en un  circuito cerrado es directamente proporcional a la rapidez con que cambia en el tiempo el flujo magnético que atraviesa una superficie cualquiera con el circuito como borde.

## Historia
Esta ley fue formulada a partir de los experimentos que Michael Faraday realizó en 1831, y tiene importantes aplicaciones en la generación de electricidad.

Diagrama del aparato de anillo de hierro de Faraday. El flujo magnético cambiante de la bobina izquierda induce una corriente en la bobina derecha.

## Simbología
| Símbolo                                    | Nombre                                                                         |
| ------------------------------------------ | ------------------------------------------------------------------------------ |
| {\displaystyle {\vec {B}}}                 | Campo magnético                                                                |
| {\displaystyle {\vec {E}}}                 | Campo eléctrico                                                                |
| {\displaystyle \mathrm {d} {\vec {\ell }}} | Elemento infinitesimal de longitud del circuito representado por el contorno C |
| {\displaystyle S}                          | Superficie arbitraria, cuyo borde es C                                         |

Las direcciones del contorno C y de {\displaystyle \mathrm {d} {\vec {S}}} están dadas por la regla de la mano derecha.

## Descripción

### Ley de Faraday

Animación: Por el solenoide de la izquierda circula una corriente eléctrica alterna que produce un campo magnético cambiante. Este campo provoca, por inducción electromagnética, una corriente eléctrica en el circuito de la derecha que se mide con el amperímetro.

En un circuito cerrado muy delgado en el cual varía el flujo magnético se induce una fuerza electromotriz (FEM) proporcional a la variación temporal del flujo.
{\displaystyle {\mathcal {E}}=-{\frac {\mathrm {d} \Phi _{B}}{\mathrm {d} t}}=-{\frac {\mathrm {d} }{\mathrm {d} t}}\int _{S}{\vec {B}}\cdot \mathrm {d} {\vec {S}}}
El sentido de la FEM inducida está dada por la Ley de Lenz.
En el caso de un inductor con N espiras, la fórmula anterior se transforma en:
{\displaystyle V_{\varepsilon }=-N\,{\frac {\mathrm {d} \Phi _{B}}{\mathrm {d} t}}}
donde:
- {\displaystyle V_{\varepsilon }}  es la tensión inducida o fuerza electromotriz inducida,
- {\displaystyle {\frac {\mathrm {d} \Phi _{B}}{\mathrm {d} t}}} es la tasa de variación temporal del flujo magnético {\displaystyle {\Phi _{B}}} en una espira.

La definición de integral de superficie se basa en dividir la superficie Σ en pequeños elementos de superficie. Cada elemento está asociado a un vector dA de magnitud igual al área del elemento y con dirección normal al elemento y apuntando "hacia fuera" (con respecto a la orientación de la superficie).

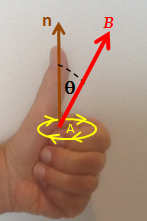
La regla de la mano izquierda sobre la ley de Faraday. El signo de ΔΦ_{B}, el cambio en el flujo, se encuentra basado en la relación entre el campo magnético B, el área de la espira A, y la normal n a esa área, representada por los dedos de la mano izquierda. Si ΔΦB es positivo, la dirección de la fuerza electromotriz es la misma que la de los dedos curvados (flechas amarillas). Si ΔΦ_{B} es negativa, la dirección de la fuerza electromotriz es contraria a las flechas.

### Ley de Maxwell-Faraday
La ley de Maxwell-Faraday muestra que un flujo magnético que varía en el tiempo está relacionado con un campo eléctrico no conservativo:
{\displaystyle \oint _{\partial \Sigma }\mathbf {E} \cdot \mathrm {d} \mathbf {l} =-\int _{\Sigma }{\frac {\partial \mathbf {B} }{\partial t}}\cdot \mathrm {d} \mathbf {A} }
Al aplicarse esta ley a una curva fija en el espacio, se puede reescribir de la siguiente manera:
{\displaystyle \oint _{\partial \Sigma }\mathbf {E} \cdot \mathrm {d} \mathbf {l} =-{\frac {\partial }{\partial t}}\int _{\Sigma }\mathbf {B} \cdot \mathrm {d} \mathbf {A} }
Por medio del teorema de Stokes puede obtenerse una forma diferencial de esta ley:
{\displaystyle \nabla \times \mathbf {E} =-{\frac {\partial \mathbf {B} }{\partial t}}}

Ésta es una de las ecuaciones de Maxwell, las cuales conforman las ecuaciones fundamentales del electromagnetismo.

## Significado físico
La ley de Lenz plantea que las tensiones inducidas serán de un sentido tal que se opongan a la variación del flujo magnético que las produjo. Esta ley es una consecuencia del principio de conservación de la energía.
La polaridad de una tensión inducida es tal, que tiende a producir una corriente, cuyo campo magnético se opone siempre a las variaciones del campo existente producido por la corriente original.
El flujo de un campo magnético uniforme a través de un circuito plano viene dado por un campo magnético generado en una tensión disponible con una circunstancia(?) totalmente proporcional al nivel de corriente y al nivel de amperios disponible en el campo eléctrico.
Cuando una tensión es generada por una batería, o por la fuerza magnética de acuerdo con la ley de Faraday, esta tensión generada, se llama tradicionalmente «fuerza electromotriz» o fem. La fem representa energía por unidad de carga (tensión), generada por un mecanismo y disponible para su uso. Estas tensiones generadas son los cambios de tensión que ocurren en un circuito, como resultado de una disipación de energía, como por ejemplo en una resistencia.

## Excepciones
Resulta tentador generalizar la ley de Faraday para afirmar: Si ∂Σ es cualquier bucle cerrado arbitrario en el espacio que sea, entonces la derivada temporal total del flujo magnético a través de Σ es igual a la fem alrededor de ∂Σ. Esta afirmación, sin embargo, no siempre es cierta y la razón no es sólo de la razón obvia de que la fem es indefinida en el espacio vacío cuando no hay conductor presente. Como se ha señalado en la sección anterior, no se garantiza que la ley de Faraday funcione a menos que la velocidad de la curva abstracta ∂Σ coincida con la velocidad real del material que conduce la electricidad. Los dos ejemplos que se ilustran a continuación muestran que a menudo se obtienen resultados incorrectos cuando el movimiento de ∂Σ se separa del movimiento del material.

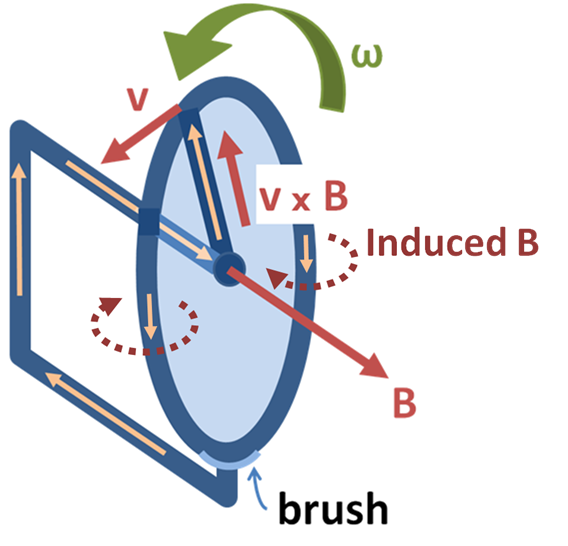
Generador homopolar de Faraday. El disco gira con velocidad angular ω, barriendo circularmente el radio conductor en el campo magnético estático B (cuya dirección es a lo largo de la normal de la superficie del disco). La fuerza magnética de Lorentz v × B impulsa una corriente a lo largo del radio conductor hasta el borde conductor, y desde allí el circuito se completa a través de la escobilla inferior y el eje que soporta el disco. Este dispositivo genera una fem y una corriente, aunque la forma del "circuito" es constante y, por tanto, el flujo a través del circuito no cambia con el tiempo.
Un cable (líneas rojas continuas) se conecta a dos placas metálicas (plateadas) que se tocan para formar un circuito. Todo el sistema se encuentra en un campo magnético uniforme, normal a la página. Si el camino abstracto ∂Σ sigue el camino primario del flujo de corriente (marcado en rojo), entonces el flujo magnético a través de este camino cambia dramáticamente a medida que las placas giran, sin embargo la fem es casi cero. Según "Feynman Lectures on Physics" [7]: ch17

Se puede analizar ejemplos como estos teniendo cuidado de que la trayectoria ∂Σ se mueve con la misma velocidad que el material. Alternativamente, siempre se puede calcular correctamente la fem combinando la ley de fuerza de Lorentz con la ecuación de Maxwell-Faraday:: ch17 
{\displaystyle {\mathcal {E}}=\int _{\partial \Sigma }(\mathbf {E} +\mathbf {v} _{m}\times \mathbf {B} )\cdot \mathrm {d} \mathbf {l} =-\int _{\Sigma }{\frac {\partial \mathbf {B} }{\partial t}}\cdot \mathrm {d} \Sigma +\oint _{\partial \Sigma }(\mathbf {v} _{m}\times \mathbf {B} )\cdot \mathrm {d} \mathbf {l} }
donde "es muy importante notar que (1) [vm] es la velocidad del conductor... no la velocidad del elemento de trayectoria dl y (2) en general, la derivada parcial respecto al tiempo no puede moverse fuera de la integral ya que el área es función del tiempo."

## Ley de Faraday y la relatividad

### Dos fenómenos
La ley de Faraday es una ecuación que describe dos fenómenos diferentes: la fem de movimiento generada por una fuerza magnética en un conductor que se desplaza (véase la Fuerza de Lorentz), y la fem transformada generada por una fuerza eléctrica a causa de un campo magnético variable (descrito por la ecuación de Maxwell–Faraday).
James Clerk Maxwell llamó la atención sobre este hecho en su trabajo de 1861 titulado On Physical Lines of Force. En la última mitad de la Parte II de ese artículo, Maxwell da una explicación física separada para cada uno de los dos fenómenos.
Una referencia sobre estos dos aspectos de la inducción electromagnética se encuentra en algunos libros modernos. Según lo expresa Richard Feynman:
La "regla del flujo" que la fem en un circuito es igual a la tasa de cambio del flujo magnético a través del circuito se aplica tanto si el flujo cambia porque el campo cambia o si lo hace porque el circuito se desplaza (o ambos) ...
Sin embargo, en nuestra explicación de la regla hemos utilizado dos leyes completamente distintas para los dos casos – v × B para el caso en que  "se mueve el circuito" y ∇ × E = −∂tB para el caso en que "cambia el campo".
No conocemos otro caso en la física en que un principio general tan simple y preciso requiere para su comprensión cabal un análisis en función de dos fenómenos diferentes.  Richard P. Feynman, The Feynman Lectures on Physics

### Explicación basada en un formalismo de cuatro dimensiones
En el caso general, la explicación de la aparición de la fem de movimiento por la acción de la fuerza magnética sobre las cargas en el alambre en movimiento o en el circuito que cambia su área es insatisfactoria. De hecho, las cargas en el alambre o en el circuito podrían estar completamente ausentes, ¿desaparecería entonces el efecto de inducción electromagnética en este caso? Esta situación se analiza en el artículo, en el que, al escribir las ecuaciones integrales del campo electromagnético en forma covariante cuatridimensional, en la ley de Faraday aparece la derivada temporal total del flujo magnético a través del circuito en lugar de la derivada temporal parcial. Así pues, la inducción electromagnética aparece o bien cuando el campo magnético cambia con el tiempo o bien cuando cambia el área del circuito. Desde el punto de vista físico, es mejor hablar no de la emf de inducción, sino de la intensidad de campo eléctrico inducido {\textstyle \mathbf {E} =-\nabla {\mathcal {E}}-{\frac {\partial \mathbf {A} }{\partial t}}}, que se produce en el circuito cuando cambia el flujo magnético. En este caso, la contribución a {\displaystyle \mathbf {E} } del cambio en el campo magnético se realiza a través del término {\textstyle -{\frac {\partial \mathbf {A} }{\partial t}}} , donde {\displaystyle \mathbf {A} } es el potencial vectorial. Si el área del circuito está cambiando en el caso del campo magnético constante, entonces alguna parte del circuito está inevitablemente en movimiento, y el campo eléctrico {\displaystyle \mathbf {E} } surge en esta parte del circuito en el sistema de referencia K' como resultado de la transformación de Lorentz del campo magnético {\displaystyle \mathbf {B} }, presente en el sistema de referencia estacionario K, que pasa a través del circuito. La presencia del campo {\displaystyle \mathbf {E} } en K' se considera como resultado del efecto de inducción en el circuito en movimiento, independientemente de si las cargas están presentes en el circuito o no. En el circuito conductor, el campo {\displaystyle \mathbf {E} } provoca el movimiento de las cargas. En el marco de referencia K, parece aparición de emf de la inducción {\displaystyle {\mathcal {E}}}, cuyo gradiente en forma de {\displaystyle -\nabla {\mathcal {E}}}, tomado a lo largo del circuito, parece generar el campo {\displaystyle \mathbf {E} }.

### El punto de vista de Einstein
La reflexión sobre esta aparente dicotomía fue uno de los principales caminos que llevaron a Albert Einstein a desarrollar la relatividad especial:
Se sabe que la electrodinámica de Maxwell -tal como se entiende habitualmente en la actualidad-, cuando se aplica a cuerpos en movimiento, conduce a asimetrías que no parecen ser inherentes a los fenómenos. Tomemos, por ejemplo, la acción electrodinámica recíproca de un imán y un conductor.
En este caso, el fenómeno observable sólo depende del movimiento relativo del conductor y del imán, mientras que la visión habitual establece una clara distinción entre los dos casos en los que uno u otro de estos cuerpos está en movimiento. En efecto, si el imán está en movimiento y el conductor en reposo, en las proximidades del imán se crea un campo eléctrico con una energía determinada, que produce una corriente en los lugares donde se encuentran las partes del conductor.
Pero si el imán está inmóvil y el conductor en movimiento, no surge ningún campo eléctrico en las proximidades del imán. En el conductor, sin embargo, encontramos una fuerza electromotriz, a la que en sí misma no corresponde ninguna energía, pero que da lugar -suponiendo igualdad de movimiento relativo en los dos casos discutidos- a corrientes eléctricas de la misma trayectoria e intensidad que las producidas por las fuerzas eléctricas en el primer caso.
Ejemplos de este tipo, junto con los intentos infructuosos de descubrir cualquier movimiento de la Tierra en relación con el "medio ligero", sugieren que los fenómenos de la electrodinámica, así como de la mecánica, no poseen propiedades correspondientes a la idea del reposo absoluto.
Albert Einstein, Sobre la electrodinámica de los cuerpos en movimiento